# Шейхлер (Чорноморське)
Шейхле́р (крим. Şeyhler, зросійщене Шейхлар) — місцевість селища Чорноморське, розташована на заході міста, колишнє село.

## Опис
Нині це східна частина селища, знаходиться у балці, на схід від вулиці Кірова.

### Динаміка чисельності населення
- 1806 рік — 6 осіб.
- 1900 рік — 330 осіб.
- 1915 рік — 833 осіб.

## Історія
В часи Кримського ханства Шеїх-Джелар входив до Тарханського кадилика Кезлевського каймаканства. Перша документальна згадка зустрічається в Камеральному Описі Криму… 1784 року.
Після анексії ханства російською імперією і початку російсько-турецької війни 1787—1792 років, навесні 1788 року російські війська виселяли кримських татар із прибережних сіл, зокрема і з Шейхлера.
За «Відомістю про волостях і селищах, в Євпаторійському повіті зі свідченням числа дворів і душ…» від 19 квітня 1806 року, у зруйнованому селі Шейхлар був 1 двір і 6 жителів з вільних греків.
На карті 1842 року позначено російське село Шейхлар з 20 дворами та кримськотатарське село Шейхлар, позначене умовним знаком «мале село», тобто менш як 5 дворів.
За Статистичним довідником Таврійської губернії. Ч.ІІ-я. Статистичний нарис, випуск п'ятий Євпаторійський повіт, 1915 рік, у селі Шейхлар Кунанской волості Євпаторійського повіту вважалося 139 дворів із російським населенням у кількості 833 осіб приписних жителів і 280 — «сторонніх».
Після цього село увійшло до складу Акмечита, оскільки в «Списку населених пунктів Кримської АРСР по Всесоюзному перепису 17 грудня 1926 року» воно вже не значиться як самостійний населений пункт.